# PSR J0737-3039
PSR J0737-3039是目前唯一已知的雙脈衝星系統。該系統內含有二顆輻射無線電波的中子星，屬於相對論性聯星。這兩顆脈衝星的編號分別是 PSR J0737-3039A 和 PSR J0737-3039B。該系統於2003年在澳洲帕克斯天文台由義大利電波天文學家玛塔·博盖（Marta Burgay）領導的國際團隊進行高緯度脈衝星巡天時發現。

## 單一脈衝星
脈衝星是恆星發生超新星爆炸後留下的崩潰核心形成的。脈衝星的質量高於太陽，但直徑多只有數公里，因此脈衝星擁有極高的密度。脈衝星會在它的磁軸兩極方向輻射出高度集中的電磁輻射，並且會出現類似燈塔的錐型掃射，而脈衝星每秒可自轉達到數百次。脈衝星即為恆星以超新星死亡後留下核心殘骸形成的中子星。如果一顆中子星以高速自轉，就可稱為脈衝星。不過脈衝星輻射的電磁輻射如果未指向地球，就無法在地球上被偵測到。

## 雙脈衝星
雙脈衝星是指一個聯星系統內的兩顆成員星都是脈衝星的狀況，這兩顆脈衝星組成的系統會趨向穩定。其他的恆星有些也會變成脈衝星，但速度慢許多且會環繞脈衝星旋轉。

### 已知的雙脈衝星系統
PSR J0737-3039 是一個相對論性聯星系統，也是第一個已知的雙脈衝星系統。該系統於2003年由天文學家玛塔·博盖以澳洲联邦科学与工业研究组织的帕克斯天文台發現。

## PSR J0737-3039
PSR J0737-3039 內成員星的軌道週期以目前最精準量測發現只有2.4小時，僅有赫爾斯－泰勒脈衝雙星的三分之一，是已知的這類天體中最短的。2005年天文學家宣布該系統的觀測結果和廣義相對論完美符合，特別是預測因為產生重力波造成能量損失的理論。 
因為重力波造成的能量損失，兩顆脈衝星的共同軌道每日收縮7公厘，預測將在8500萬年後合併。
| 成員星狀態 | 脈衝星A  | 脈衝星B  |
| ---------- | -------- | -------- |
| 自轉週期   | 23 毫秒  | 2.8 秒   |
| 質量       | 1.337 M☉ | 1.250 M☉ |
| 軌道週期   | 2.4 小時 | 2.4 小時 |
脈衝星B發射的脈衝在一個軌道週期中只有20分鐘的時間可被觀測到。

### 發現
PSR J0737-3039A 於2003年以澳洲帕克斯天文台的口徑65公尺電波望遠鏡發現，但 PSR J0737-3039B 直到第二次觀測才被確認是脈衝星。該系統是由一個國際團隊進行高緯度多波束巡天以尋找脈衝星時發現。一開始本來認為只找到了單一脈衝星，第一次觀測的資料顯示有一顆自轉週期23毫秒的脈衝星環繞一顆中子星。之後的觀測才偵測到伴星週期2.8秒的較弱脈衝訊號。
雖然自1967年劍橋大學的安东尼·休伊什和约瑟琳·贝尔·伯奈尔發現第一顆脈衝星至今已發現了超過1400顆脈衝星，這個特殊的系統仍讓天文學家相當興奮。之前的觀測有脈衝星環繞中子星的紀錄，但沒有雙脈衝星互繞的情況。

### 意義
雙脈衝星 PSR J0737-3039 已經被做為愛因斯坦廣義相對論研究用的天體。雙脈衝星是研究因為極罕見超高密度質量造成時間與空間扭曲環境的絕佳機會，也是測試愛因斯坦理論和觀測仍屬於理論上存在的重力波的完美環境。

### 星食
來自這個雙脈衝星系統的另一個重大發現是兩顆脈衝星在合的方位時互相產生的星食現象。星食發生的時候其中一顆脈衝星甜甜圈狀的磁層會充滿可吸收輻射的電漿，使另一顆脈衝星的輻射被阻擋超過30秒。而訊號較弱脈衝星的磁層形狀和體積因素，在星食發生時無法完全遮蔽住訊號較強脈衝星的輻射，因此仍可偵測到部分強訊號脈衝星輻射。

## 類似的脈衝星
這個系統相當類似於1974年由拉塞尔·赫尔斯和约瑟夫·泰勒發現，讓兩人獲得1993年諾貝爾物理學獎的PSR B1913+16。這類天體可以精準測試阿爾伯特·愛因斯坦的廣義相對論，這是因為相對論性的效應可以在脈衝星脈衝時間中被發現。但大多數這類聯星系統幾乎都是一顆脈衝星和一顆中子星的結合，PSR J0737-3039 是第一個兩顆成員星都是脈衝星的系統。

## 其他含脈衝星的聯星系統
有許多其中一顆成員星是脈衝星的聯星系統被發現，這些系統的著名例子有：
脈衝星－白矮星系統，例如 PSR B1620-26。
脈衝星－中子星系統，例如 PSR B1913+16。
脈衝星－主序星系統，例如 PSR J0045-7319 的成員星是一顆脈衝星和一顆B型主序星。
脈衝星－黑洞組成的聯星系統是可能存在的，但尚未發現這樣的系統。這樣的系統將是測是愛因斯坦廣義相對論的完美情形，因為兩者都有相當巨大的重力。目前計畫中，並於2012年確定在南半球建設的平方千米阵將會觀測雙脈衝星系統並尋找脈衝星－黑洞聯星以測試廣義相對論。

## 外部連結
- https://web.archive.org/web/20081203193830/http://skyandtelescope.com/news/article_1124_1.asp (discovery)
- https://web.archive.org/web/20060521214817/http://skyandtelescope.com/news/article_1473_1.asp (verification of general relativity)
- http://www.physicsweb.org/articles/world/18/3/6/1（页面存档备份，存于）
- http://www.jb.man.ac.uk/news/doublepulsar/（页面存档备份，存于）
- http://www.atnf.csiro.au/research/highlights/2003/manchester/manchester.html（页面存档备份，存于） -list of the Parkes Pulsar Survey team members.
- http://simbad.u-strasbg.fr/simbad/sim-id?protocol=html&Ident=PSR+J0737-3039&NbIdent=1&Radius=2&Radius.unit=arcmin&submit=submit+id（页面存档备份，存于）
- http://www.portaldoastronomo.org/noticia.php?id=354（页面存档备份，存于）
- http://www.ufn.ru/en/news/2004/1/（页面存档备份，存于）
- http://www.atnf.csiro.au/research/highlights/2003/manchester/manchester.html（页面存档备份，存于）
- https://archive.today/20121130113119/http://www.physics.mcgill.ca/~bretonr/doublepulsar/Pulsar video: http://www.physics.mcgill.ca/~bretonr/doublepulsar/doublepulsar_artistic_small.movArchive.today的存檔，存档日期2012-11-30

Sound clip http://www.physics.mcgill.ca/~bretonr/doublepulsar/doublepulsar_sound.mp3%5B%5D